# Кори, Питер
Питер Декартерет Кори (англ. Peter deCarteret Cory; 25 октября 1925, Уинсор, Онтарио — 7 апреля 2020, Миссиссога, Онтарио) — канадский юрист, национальный директор Ассоциации адвокатов Канады, судья Верховного суда Канады в 1989—1999 годах. Канцлер Йоркского университета (2004—2008), компаньон ордена Канады (2002).

## Биография
Питер Кори родился в Уинсоре (Онтарио) в 1925 году в семье Эндрю и Милдред Кори. Во время Второй мировой войны служил в Королевских ВВС Канады и как пилот-бомбардировщик совершил 22 боевых вылета. После увольнения в запас учился в Университете Западного Онтарио, где получил степень бакалавра в 1947 году, а затем на юридическом факультете Йоркского университета (школа права Осгуд-Холл).
По окончании учёбы получил адвокатскую лицензию в 1950 году и работал в адвокатской конторе «Холден, Мердок». В 1963 году Кори был присвоен статус королевского адвоката, а в 1971 году он был избран членом правления Адвокатского общества Верхней Канады. В годы адвокатской карьеры возглавлял Онтарийскую секцию гражданских прав Ассоциации адвокатов Канады, Ассоциацию адвокатов графства Йорк, занимал пост национального директора Ассоциации адвокатов Канады.
В дальнейшем продолжал юридическую карьеру как судья, специально выучив французский язык, чтобы иметь возможность слушать дела на обоих официальных языках Канады. В 1974 году стал членом Высшего суда справедливости Онтарио, а в 1981 году повышен до судьи Апелляционного суда Онтарио. В качестве судьи апелляционного суда приобрёл известность благодаря своему анализу правовых аспектов Канадской хартии прав и свобод. 1 февраля 1989 года назначен судьёй Верховного суда Канады и занимал этот пост до 1 июня 1999 года. Среди вклада Кори в этом качестве в канадскую юридическую теорию и практику особо отмечается решение по его первому делу в 1989 году — «Маккей против Манитобы». В этом решении Кори определял доказательный порог, необходимый для принятия иска о признании в рамках Хартии прав и свобод, и к моменту его смерти оно цитировалось почти в 550 решениях других судов. Заметными были также решение Кори по иску о дискриминации по признаку половой ориентации (1998) и особое мнение по вопросу о праве на смерть, на момент публикации в 1993 году бывшее самой либеральной трактовкой этого права в Канаде. Среди секретарей Верховного суда, работавших с Кори, были будущий министр юстиции Канады Дэвид Ламетти, будущий федеральный комиссар по равенству заработной платы Карен Дженсен и будущая председательница Общества адвокатов Вики Уайт.
После ухода на пенсию из Верховного суда Кори был членом общественной следственной комиссии по делу о незаконном осуждении Томаса Софонова. В 2002 году правительства Великобритании и Республики Ирландии включили его в состав комиссии по расследованию ряда убийств, совершённых в Северной Ирландии. Создание комиссии было обусловлено подозрениями в преступном сговоре между британскими органами охраны правопорядка и Ирландской республиканской армией. Свои выводы по шести убийствам канадский юрист представил ирландскому и британскому правительствам в 2003 году с рекомендацией об официальном расследовании части из них, которой британские власти в итоге не последовали.
С 2004 по 2008 год занимал пост канцлера Йоркского университета, а впоследствии был почётным членом совета попечителей университета. Скончался в апреле 2020 года в Миссиссоге в возрасте 94 лет, пережив свою жену Эдит и оставив после себя троих сыновей.

## Признание заслуг
По окончании работы в Верховном суде Канады в 1999 году Питеру Кори было присвоено Йоркским университетом почётное звание доктора права. В 2002 году он был произведён в компаньоны ордена Канады. Другими государственными наградами, полученными им, стали медали Золотого и Бриллиантового юбилея королевы Елизаветы II. Кори также был почётным полковником 426-й транспортно-учебной эскадрильи Королевских ВВС Канады.